# مارك فيش (ملحن)
مارك فيش (بالإنجليزية: Mark Fish)‏ هو ملحن أمريكي، ولد في 1969.